# 扎多尔·埃尔温

扎多尔·埃尔温在水中血戰之後。

扎多尔·埃尔温（匈牙利語：Zádor Ervin，1935年6月7日—2012年4月28日），匈牙利水球运动员，曾带领匈牙利水球队夺取1956年墨尔本奥运会冠军。

## 生平

### 水中血战
在1956年夏季奥运会水球比赛半决赛中，匈牙利队和苏联队相遇。由于在比赛前，苏联武装力量进入布达佩斯镇压抗议匈牙利共产主义政权的民众，因此这场比赛被赋予了额外的含义。扎多尔的两粒进球为匈牙利队4:0战胜对手奠定了基础。在比赛最后两分钟的关键时刻，一名苏联队球员冲扎多尔的面部重重一击，致扎多尔的眉骨大量出血。激起了众怒的苏联队员们不得不提前离场。匈牙利队最终获得该届奥运会男子水球金牌。